# Soprana
Soprana település Olaszországban, Piemont régióban, Biella megyében. Lakosainak száma 690 fő (2018. január 1.). Soprana Curino, Mezzana Mortigliengo és Trivero községekkel határos.

## Népesség
A település lakossága az elmúlt években az alábbi módon változott:

| 2017 | 704 |
| 2018 | 690 |